# لا ترافياتا

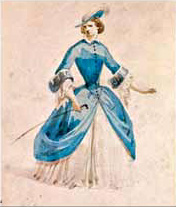
زي فيوليتا، العرض الأول 1853

لا ترافياتا (بالإنجليزية: La traviata)‏ (The Fallen Woman) هي أوبرا في ثلاثة أعمال قام بها جوزيبي فيردي تم ضبطها على ليبرتو إيطالي بواسطة فرانشيسكو ماريا بيافي. وهي مبنية على فيلم La Dame aux camélias (1852) ، مسرحية مستوحاة من رواية ألكسندر دوماس فلس. كانت الأوبرا في الأصل بعنوان Violetta، على اسم الشخصية الرئيسية. تم عرضها لأول مرة في 6 مارس 1853 في دار الأوبرا La Fenice في البندقية.